# Guerra Zenkunen
La guerra zenkunen (en kanji 前九年の役, en hiragana ぜんくねんのえき, Zenkunen no eki lit. Guerra dels primers nou anys), va ser un conflicte bèl·lic entre 1051 i 1063 a la província de Mutsu, Japó. Com la major part dels conflictes existents durant el període Heian, tal com la guerra Gosannen (gosannen no eki) o guerra dels últims tres anys i les guerres Genpei, la guerra Zenkunen va ser una lluita de poder entre els clans samurai.
Mentre que la majoria de les províncies estava vigilada per un governador, Mutsu tenia un govern militar a càrrec de controlar els ainu, els quals havien dominat els japonesos durant el segle ix. Històricament aquest lloc l'havia mantingut un membre del clan Abe i hi havia continus conflictes entre el general del clan i el governador pel control administratiu de la província.
En 1050, el general a càrrec de vigilar els ainu era Abe no Yoritoki, que recollia els impostos i confiscava propietats per a si mateix i sense pagar algun percentatge al governador. El governador va donar avís a la capital a Kyoto demanant suport. Com a resultat, Minamoto no Yoriyoshi va ser nomenat tant governador com a comandant en cap per controlar els nadius. Va ser enviat juntament amb el seu fill, Minamoto no Yoshii que en aquells dies tenia sols 15 anys, a detenir els Abe.
La guerra va durar 12 anys, 9 si s'eliminen curts períodes de cessament al foc. Encara que es van viure gran quantitat d'escaramusses, poques guerres van ser de gran importància fins a la batalla de Kawasaki de 1057. Abe no Yoritoki havia estat mort poc abans i els Minamoto barallaven ara contra el seu fill, Abe no Sadat, qui els va vèncer a Kawasaki.
Les forces del govern van tenir dificultats per algun temps a causa del terreny i el clima, però es van reforçar amb més tropes. En 1062, Minamoto no Yoriyoshi juntament amb el seu fill van guiar un assalt a la fortalesa Abe a Kuriyagawa. Després de dos dies d'enfrontaments, Sadat es va rendir.
És per aquest resultat que Minamoto no Yoshii és considerat com el fundador del major llegat marcial del clan Minamoto i és reverenciat de manera especial com el kami ancestral del clan i conegut amb el nom de Hachimantarō, "fill de Hachiman, déu de la guerra".